# Schizoxylon
Schizoxylon is een geslacht in de familie Stictidaceae. De typesoort is Schizoxylon sepincola.

## Soorten
Volgens Index Fungorum telt dit geslacht negen soorten (peildatum december 2023):
| Soortnaam                | Auteur(s)                    | Publicatiejaar |
| ------------------------ | ---------------------------- | -------------- |
| Schizoxylon albescens    | Gilenstam, H. Döring & Wedin | 2006           |
| Schizoxylon alboatrum    | Rehm                         | 1881           |
| Schizoxylon berkeleyanum | (Durieu & Lév.) Fuckel       | 1870           |
| Schizoxylon gaubae       | Petr.                        | 1954           |
| Schizoxylon gilenstamii  | Fern.-Brime, Baloch & Wedin  | 2017           |
| Schizoxylon involutum    | Sherwood                     | 1977           |
| Schizoxylon ligustri     | (Schwein.) Sherwood          | 1977           |
| Schizoxylon lividum      | McAlpine                     | 1902           |
| Schizoxylon sepincola    | Pers.                        | 1810           |